# Rampur (huyện)
Huyện Rampur là một huyện thuộc bang Uttar Pradesh, Ấn Độ. Thủ phủ huyện Rampur đóng ở Rampur. Huyện Rampur có diện tích 2367 ki lô mét vuông. Đến thời điểm năm 2001, huyện Rampur có dân số 1922450 người.